# Parque nacional marino de Sainte Anne
El parque nacional marino de Sainte Anne se encuentra a unos 5 km de Victoria, la capital de la nación insular africana de Seychelles, y abarca seis islas pequeñas. El Parque Marino fue creado en 1973 para la preservación de la fauna silvestre. La pesca y el esquí acuático están prohibidos en el Parque Marino.
El parque nacional se compone de las siguientes seis islas, todas los cuales forman parte del distrito de Mont Fleuri:
- Isla Ste. Anne (Santa Ana), 2,19 km², con un gran centro turístico de lujo llamado Sainte Anne Island Resort
- Isla de Cerf, 1,27 km², con una población de alrededor de 100 personas, con tres hoteles-resorts.
- Isla de Cachée, 0,021 km², al sudeste cerca de Cerf, un sitio de anidación de aves marinas.
- Isla Round, 0,018 km², una antigua colonia de leprosos, con un exclusivo resort de cinco estrellas llamado "Round Island Resort", con 10 villas.
- Isla Larga (Long Island), 0,212 km², un área de cuarentena antes, ahora el sitio de una prisión estatal con 170 reclusos
- Isla Moyenne, 0,089 km², con una población de dos personas y un restaurante Maison Moyenne.

La superficie total de las seis islas del parque marino nacional de 3.80 km². El total nacional de superficie marina del parque es de 14,43 kilómetros cuadrados.